# Аборти в Сальвадорі

Правовий статус абортів у світі:
Легальний
Легальний при зґвалтуванні та за медико-соціальними показниками
Легальний у випадках (або заборонений, окрім випадків) зґвалтування, медико-соціальних протипоказань
Заборонений, окрім випадків зґвалтування та медико-соціальних протипоказань
Заборонений, окрім випадків загрозі життю вагітної, та при наявності психічних і патологічних протипоказань
Заборонений без виключень
Відмінності за регіонами
Відсутні дані

Аборти в Сальвадорі заборонені. Закон раніше дозволяв виконувати аборти за певних обмежених обставин, але 1998 року набрав чинності новий закон про аборти, який скасував усі винятки.

## Історія сальвадорських законів про аборти
Кримінальний кодекс Сальвадору, прийнятий 1956 року, не містив явних винятків для того, щоб обійти заборону на аборти, хоча згідно з принципами кримінального права аборт можна було виправдати на законних підставах, якщо це необхідно для збереження життя вагітної жінки. Через поширеність практики нелегальних абортів, яка була головним внеском у рівень материнської смертності, уряд Сальвадору вирішив розширити число умов, за яких дозволялися аборти.
Згідно з новим кримінальним кодексом 1973 року, аборт можна було легально виконати за трьох основних умов: якщо життя вагітної перебувало під загрозою, і лише аборт міг його врятувати, якщо вагітність настала в результаті встановленого законом зґвалтування, або якщо плід мав серйозну ваду розвитку. Жінки, які здійснили аборт через свою халатність, звільнялися від покарання. Уряд також зменшив міру покарання для жінок з хорошою репутацією, якщо вони погоджувалися на нелегальний аборт або виконували його самі заради підтримання своєї репутації.
Пропозиції до Законодавчої Асамблеї про усунення винятків заборони на аборти почали надходити 1992 року. Пропонували прийняти білль, що дозволяє провести розслідування медичних клінік, підозрюваних у виконанні абортів. У 1993 році один з політиків, пов'язаних з Християнсько-демократичною партією, провів розслідування, за підсумками якого було заарештовано кілька працівників охорони здоров'я. Іншу пропозицію внесли 1993 року за підтримки архієпископа Сан-Сальвадора і групи Say Yes to Life Foundation, прихильників руху проти права на аборт, які назвали 28 грудня Днем ненароджених (традиційне свято римсько-католицької церкви — День безневинних).
1997 року Національний республіканський альянс (ARENA) представив новий законопроєкт, згідно з яким з кримінального кодексу мали бути усунені всі підстави для дозволу абортів. 25 квітня 1997 року Законодавча асамблея проголосувала (61 голос з 84) за схвалення змін до кримінального кодексу.
20 квітня 1998 року набрав чинності новий кримінальний кодекс, в якому усунено всі винятки, введені в 1973 році, включаючи умови порятунку життя вагітної жінки. Згідно з кодексом, виконання аборту за згодою жінки або виконання аборту самою жінкою або згода жінки на проведення аборту підлягали покаранню ув'язненням на строк від 2 до 8 років. Виконання аборту без згоди жінки заслуговувало на ув'язненням від 4 до 10 років в тюремній камері. Якщо злочинець був лікарем, фармацевтом або іншим працівником сфери охорони здоров'я, то покарання становило від 6 до 12 років.
У січні 1999 року до Конституції Сальвадору внесли поправку про визнання людського життя від моменту його зачаття.

## Протести
Організації Ipas, MADRE і women's Link Worldwide подали рапорт в Комітет з прав людини ООН, згідно з яким сальвадорський закон про аборти порушує кілька договорів, ратифікованих Сальвадором, а саме: Міжнародний пакт про громадянські і політичні права (ICCPR); Міжнародний пакт про економічні, соціальних і культурних правах (ICESCR); Міжнародну конвенцію про ліквідацію всіх форм расової дискримінації (CERD); Конвенцію про права дитини (CRC) і Конвенцію про ліквідацію всіх форм дискримінації щодо жінок (CEDAW).
Вони аргументували, що Конституція Сальвадору гарантує кожному право на життя, свободу, безпеку особистості і справедливий суд. Далі Конституція встановлює, що всі рівні перед законом і не може бути жодних обмежень за ознаками раси, статі або релігії. Кримінальний закон Сальвадору, спрямований проти абортів, порушує умови всіх конституційних і людських прав, встановлених вищезазначеними міжнародними конвенціями».

## Практика небезпечних триває
Небезпечні аборти є серйозною проблемою громадської охорони здоров'я і другою прямою причиною материнської смертності в Сальвадорі. 1994 року третьою за значимістю причиною смертності дівчат підліткового віку були вагітність і післяпологові ускладнення. Кілька дівчаток у віці після 10 років були заарештовані за спробу виконання абортів. Витрати на охорону здоров'я в 1997 році у Сальвадорі становили 24 дол. на людину на рік. Криміналізація абортів має вкрай серйозні наслідки для життя і здоров'я жінок: аборти проводять у небезпечних умовах, рівень смертності і захворюваності високий, бракує достовірних досліджень, які могли б допомогти медичним службам налагодити якісніше обслуговування для своїх клієнтів, зокрема для жінок, які робили аборт в небезпечних умовах. Ситуація загострюється переслідуванням жінок з боку судової системи та системи охорони здоров'я Сальвадору.
Сальвадорські лікарі доповідають, що жінки використовують для абортів найрізноманітніші засоби: вішалки для одягу, металеві прути, протизаплідні засоби у високих дозах, добрива, засоби від гастриту, мильну воду або їдкі рідини (такі як акумуляторна кислота). Найчастіше використовують мізопростол у вигляді пігулок і перманганат калію (марганцівка), який вводять у вагіну, катетери для введення мильної води або їдких рідин, стрижні з будь-яких матеріалів, впорскування рідин невідомої природи або комбінації методів абортів, таких як пігулки, катетери впорскування або вживання пігулок і металевих стрижнів.
Використання пілюль, катетерів, вприскувань і стрижнів може покалічити або вбити жінку. Крім цього, жінки проводять аборти вдома самостійно в антисанітарних умовах або в підпільних клініках, які не можуть гарантувати адекватних процедур. У разі розвитку ускладнень жінок доставляють у легальні лікарні, звідки лікувальний персонал може доповісти владі про проведений аборт. Найбільший ризик для життя, здоров'я, безпеки особи і свободи при позбавленні від небажаної вагітності мають юні жінки з низьким доходом.
Відсутність інформації про контрацептиви та заборона абортів ставить життя жінок під загрозу, особливо в юному віці. Одна третина вагітних жінок перебуває у віці 19 років і молодше, є невелика група жінок, які народжують у 10-14 років.

## Кримінальні переслідування жінок
Згідно з даними доповіді 2001 року, після набрання чинності нового Кримінального кодексу в 1998 році учасники 69 випадків незаконних абортів зазнали кримінального переслідування. У 23 випадках жінок, які зробили незаконний аборт, владі видали працівники клінік, куди ті прибули для лікування від наслідків абортів. Більшість абортів було зроблено самостійно, з використанням вішалок для одягу або прийомом згубних доз гормональних контрацептивів у вигляді пігулок, протикислотних засобів або мізопростолу.
У статті, опублікованій 9 квітня 2006 в New York Times Magazine, письменник Джек Гітт досліджує ефект набрання чинності нового Кримінального кодексу 1998 року. Але пізніше достовірність фактів статті було піддано сумніву, коли з'ясувалися факти по справі Каріни Клімако. Каріна Кармен Клімако, засуджена на 30 років за вбивство доношеної дитини, за фактом народила її вдома, а потім у неї почалася сильна кровотеча (її вагітність була незапланованою, оскільки настала після перев'язки маткових труб). Її мати викликала поліцію, щоб ті відвезли доньку до лікарні. Коли вона була в лікарні, поліцейські обшукали будинок і знайшли мертву дитину. Медичне обстеження не відповіло на питання, народилась дитина живою чи мертвою, а також не змогло встановити причину смерті. Втім, жінку засудили до ув'язнення за вбивство з обтяжливими обставинами, яке розлучило її з трьома дітьми. Вісім років по тому, завдяки підтримці групи активістів, а також вітчизняним та іноземним адвокатам, вирок Каріни Клімако переглянули і скасували, хоча вона й не отримала компенсації за восьмирічне ув'язнення.
У серпні 2008 року трибунал міста Сан-Франциско Готера (адм. центр департаменту Морасан) засудив Марію Едіс Ернандес Мендес де Кастро, 30-річну матір-одиначку чотирьох дітей. Виявивши вагітність, вона повідомила про це родині, хоча і не знала, на якому терміні вагітності перебуває. Одного разу у ванній власного будинку у неї почалися болі внаслідок пологових ускладнень, після чого вона пережила викидень. Її у непритомному стані доставили в лікарню, де лікар повідомив поліції про свої підозри, що його пацієнтка зробила аборт. Суд визнав жінку винною у вбивстві за обтяжливих обставин і засудив її до 30-річного ув'язнення. Та сама доповідь містить історії двох жінок, засуджених до тривалих термінів ув'язнення за підозри у вчиненні абортів.